# Claire Cahen
 (mars 2024).
Si vous disposez d'ouvrages ou d'articles de référence ou si vous connaissez des sites web de qualité traitant du thème abordé ici, merci de compléter l'article en donnant les références utiles à sa vérifiabilité et en les liant à la section « Notes et références ».
Claire Cahen, née le 29 mars 1983 à Metz, est une actrice française. Elle travaille entre la France, le Maroc et le Luxembourg.
Interprète à l'écran comme sur les planches, elle participe à de nombreuses pièces de théâtre, films et séries télévisées.
Elle est également présente dans le milieu du doublage et comme voix off, narrant notamment plusieurs documentaires et livres audio.

## Biographie
Claire Cahen commence le théâtre à l'âge de 7 ans et sort médaillée d'or avec les félicitations du jury du Conservatoire à rayonnement régional de Metz. Après une licence d’études théâtrales à la Sorbonne Nouvelle, elle se prépare aux concours des écoles nationales à la Comédie-Française avec Pierre Vial. Elle intègre l’École Nationale Supérieure des Arts et Techniques du Théâtre (ENSATT). Elle y travaille avec Matthias Langhoff, Christian Schiaretti, Michel Raskine, Madeleine Marion, Marc Paquien…, ainsi qu'auprès de nombreux pédagogues de l'Académie russe des arts du théâtre (GITIS).
Au cinéma, on peut la voir dans les longs métrages marocains d’Hassan Ben Jelloun (Les Oubliés de l'histoire) et de Selma Bargach. Ainsi qu’auprès de Julien Baumgartner dans Félix et les Loups de Philippe Sisbane.
Pour la télévision, elle tourne pour Antoine Garceau (César Wagner), Emmanuel Bourdieu, Delphine Lemoine (Meurtres à...), Julien Zidi, Stéphanie Murat (Le voyageur avec Éric Cantona), Nicolas Picard-Dreyfus dans Candice Renoir, où elle interprète le personnage de Fanny Cottençon jeune, Myriam Vinocour, Delphine Lemoine, Akim Isker.
Elle-même réalise deux courts métrages, primés dans de nombreux festivals. Yasmina est soutenu par le Centre national de la cinématographie (CNC), la région Rhones-Alpes, et France Télévisions.
Au théâtre, elle est mise en scène par Stéphanie Loïk, Bertrand Sinapi, Michel Didym, Jérôme Konnen, René Loyon, Nadège Coste, Illia Delaigle, Jean De Pange, Myriam Muller,, Véronique Fauconnet, Fabio Godhino, Catherine Javaloyès… Dans Caligula mis en scène par Stéphane Olivié Bisson, elle partage la scène avec Bruno Putzulu, au Théâtre de l'Athénée Louis-Jouvet. Au festival d'Avignon, elle interprète Cléanthis dans L'Île des esclaves de Marivaux mis en scène par Gerold Schumann. Au Théâtre du Peuple, elle participe aux Faits d’hiver avec Simon Deletang. Elle joue dans la vertigineuse pièce d'Ivan Vyrypaïev, Illusions mise en scène par Julia Vidit. Au Grand Théâtre de Luxembourg, elle joue dans Sex with Strangers, écrit par Laura Eason (scénariste d'House of cards).
Dans les Instituts français du Maroc, elle fera plusieurs tournées autour des textes d'Abdellatif Laâbi et de Fouad Laroui avec son collectif d'acteurs franco-marocain "Les trois mulets" dirigé par Ali Esmili.
Avec des orchestres (Orchestre national de Lorraine) et des musiciens(Chapelier Fou, Alexandros Markéas...), elle travaille régulièrement en tant que récitante. Elle prête sa voix pour des fictions radiophoniques(Radio France, France Culture) , des films et documentaires (Arte, Public Sénat, Netflix, Disney...), des livres audio (Audiolib)... Elle sera récompensée du Grand Prix du Livre Audiopour Sotah de Naomie Ragen.

## Filmographie

### Télévision

#### Téléfilms
- 2019 : La Forêt d'argent d'Emmanuel Bourdieu : Caroline
- 2020 : Meurtres à Mulhouse de Delphine Lemoine

#### Séries télévisées
- 2020 : Face à face de Julien Zidi : Delphine Groud (épisode 3)
- 2020 : César Wagner d'Antoine Garceau (épisode 3)
- 2020 : Le voyageur de Stéphanie Murat : Laura Schall (épisode 4)
- 2021 : Candice Renoir de Nicolas Picard Dreyfuss : Wanda, mère de Candice Renoir (saison 10, épisode 5)
- 2024 : Cette nuit-là de Myriam Vinocour : Jasmine Legrand (épisode 1 et 2)
- 2024 : Il était deux fois de Florian Thomas et Valentin Vincent : l'infirmière
- 2025 : Laura de Akim Isker : Madame Valadon (épisode 4)

### Cinéma

#### Longs métrages
- 2009 : Les Oubliés de l'histoire de Hassan Benjelloun : Tatiana
- 2010 : La cinquième corde de Selma Bargach : Laura
- 2012 : Félix et les Loups de Philippe Sisbane : Agnès, Cécile

#### Courts et moyens métrages
- 2005 : Je sais où je vais d'Emmanuel Bonnat
- 2009 : Correspondances d'Ewa Brykalska
- 2011 : Lambeaux[17] : Laurent Lombart
- 2013 : Stell elo keng Fro! d'Eric Lamhene
- 2014 : Frontières de Claire Cahen et Ali Esmili : la militaire
- 2017 : Si tu m'entendais de Malika Duchange et Nicolas Journet : l'actrice
- 2019 : Au loin d'Olivier Tellier : la mère

### Réalisatrice
- 2014 : Frontières
- 2018 : Yasmina[18]

## Théâtre
- 2001 : Palais de Glace de Tarjei Vesaas, mise en scène Stéphanie Loïk, Théâtre populaire de Lorraine
- 2002 : Comme il vous plaira de Shakespeare, mise en scène Serge Lipszyc, ARIA
- 2003 : Divans de Garance Dor, mise en scène Michel Didym, Festival de la Mousson d’été
- 2004 : La Mouette (Nina) de Tchekov, mise en scène René Loyon, ARIA
- 2004 : Helga la Folle de László Darvasi, mise en scène Alain Batis, ARIA
- 2007 : Britannicus (Junie) de Jean Racine, mise en scène Joseph Fioramante, ENSATT
- 2007 : Le soulier de satin de Paul Claudel, mise en scène Madeleine Marion, ENSATT, Château Claudel
- 2008 : Le fou et sa femme de Botho Strauss, mise en scène Michel Raskine, ENSATT
- 2008 : Mauser d'Heiner Müller, mise en scène Matthias Langhoff, ENSATT
- 2008 : L'épreuve (Angélique) de Marivaux, mise en scène Marc Paquien, ENSATT
- 2009 : Des voix sourdes de Bernard-Marie Koltès, mise en scène Bertrand Sinapi
- 2009 : Anticlimax de Werner Schwab, mise en scène Bertrand Sinapi
- 2010 : Zig-Zag d’après l’abécedaire de Gilles Deleuze, mise en scène Nadège Coste
- 2011 : Caligula d'Albert Camus, mise en scène Stéphane Olivié Bisson, Théâtre de l’Athénée, tournée internationale : Algérie, Roumanie...
- 2012 : Le feu sur la montagne d'après les textes d'Abdelatif et Jocelyne Laabi, mise en scène Collectif les Trois Mulets, Institut français du Maroc
- 2013 : Understandable de Shiro Maeda, mise en scène Jean De Pange, franco-japonais, tournée Grand Est, Tokyo
- 2014 : Le frère ennemi de Fouad Laroui, mise en scène Collectif les Trois Mulets, Institut français du Maroc
- 2014 : Je(u) rêve, autour de textes de Victor Hugo, Molière, Eugène Ionesco, mise en scène Nadège Coste
- 2016 : Illusions d'Ivan Vyrypaïev mise en scène Julia Vidit, tournée Grand Est, Théâtre 71 de Malakoff
- 2017 : L'abattage rituel de Gorge Mastromas de Dennis Kelly, mise en scène Illia Delaigle, Filature de Mulhouse
- 2017 : L'Île des esclaves (Cléanthis) de Marivaux, mise en scène Gérold Schumann, tournée Ile-de-France, Festival d'Avignon
- 2018 : Mesure pour mesure[19], de Shakespeare, mise en scène Myriam Muller, tournée Luxembourg
- 2021 : Sex with strangers[20], de Laura Eason, mise en scène Véronique Fauconnet, Grand Théâtre du Luxembourg
- 2021 : Sales Gosses[21],[22],[23], de Mihaela Michailov, mise en scène Fabio Godhino[24], Festival Avignon
- 2022 : La princesse de Clèves, mise en scène Julien Guérin, Ballet de l'Opéra Théâtre de Metz
- 2022 : Hedda Gabler de Ibsen, mise en scène Marja-Leena Junker, Grand Théâtre du Luxembourg
- 2023 : La campagne de Martin Crimp, mise en scène Véronique Fauconnet, Théâtre Ouvert Luxembourg
- 2024 : Revenir de Guillaume Poix, mise en scène Catherine Javaloyes, Taps Strasbourg

## Livres audio
- 2019 : Sotah de Naomie Ragen, Grand Prix du livre audio 2019[25]
- 2019 : Le petit roi du monde de Philippe Amar
- 2020 : Girl de Edna O'Brien, Prix fémina 2019, Sélection prix Audiolib 2020[26]
- 2020 : Le meilleur médicament c’est vous de Dr Frédéric Saldmann
- 2021 : Mademoiselle Papillon de Alia Cardyn
- 2022 : Le feu intérieur de Marie-Pierre Dillenseger
- 2023 : Déserter de Mathias Enard, Sélection Plume de Paon des lycéens 2025
- 2023 : American predator de Maureen Callahan, Grand Prix de littérature policière 2022
- 2024 : Le blé en herbe de Colette
- 2024 : Le grand cercle de Maggie Shipstead, Rentrée littéraire 2023
- 2024 : Le TDAH chez l'adulte de Martin Desseilles
- 2024 : Les influentes de Adèle Bréau
- 2024 : Le cimetière de la mer de Aslak Nore
- 2024 : Les hommes manquent de courage de Mathieu Palain
- 2025 : Les héritiers de l'Arctique de Aslak Nore
- 2025 : Bien chez soi de Marie-Pierre Dillenseger

## Récitante pour orchestres
- 2012 : Le Vaillant Petit Tailleur, les frères Grimm, direction Jean Pierre Pinet, Ensemble Stravinsky
- 2013 : Oswald de nuit de Samuel Gallet, oratorio direction Nadège Coste, Chapelier Fou
- 2015 : Pierre et le Loup de Prokofiev, direction Aurélien Azan, Orchestre national de Lorraine
- 2015 : Le retour du loup de Alexandros Markeas, direction Aurélien Azan, Orchestre national de Lorraine
- 2015 : L'Histoire du soldat de Stravinsky, direction Jean Pierre Pinet, Ensemble Stravinsky
- 2016 : Hommage à Salieri de Alexandros Markeas, direction Jean Pierre Pinet, Ensemble Stravinsky
- 2017 : Le sens et le son, autour des œuvres de Jacques Rebotier, François Narboni..., direction Jean Pierre Pinet, Ensemble Stravinsky
- 2018 : Le Carnaval des animaux de Camille St Saëns, direction Jacques Mercier, Orchestre national de Lorraine
- 2018 : Zoo suite de Piotr Moss et Bernard Bolan, direction Jacques Mercier, Orchestre national de Lorraine
- 2024 : Les animaux magiques, direction Remi Studer avec l'Orchestre National de Metz-Grand Est

## Doublage

### Cinéma

#### Films
- 2010 : See You in September : Monica (Liza Lapira)
- 2021 : The Novice : la coach Edwards (Kate Drummond)
- 2022 : Shamain : Angela (Carolyn Bracken)
- 2023 : Sakra : Kang Min (Grace Kwan-Hing Wong)

#### Film d'animation
- 2022 : Le Château solitaire dans le miroir : Mme Anzai
- 2022 : Goodbye : la mère
- 2023 : La sirène : Elaheh
- 2023 : La course au miel : la reine des abeilles
- 2024 : Les 4 âmes du coyote : femme et Gloria
- 2024 : The tunnel of summer : la belle mère
- 2024 : Tonny, Shelly et la lumière magique : maman Shelly et Sylvia Sylvester
- 2024 : Toto Chan, la petite fille à la fenêtre : maman Toto Chan
- 2025 : Détective Conan : maman Conan

### Télévision

#### Téléfilm
- 2013 : Élysée 63 die show : l'actrice (Anne Hoffmann)
- 2021 : Grand impérial à Versailles : Louise Michel (Oona Von Maydell)

#### Séries télévisées
- 2013 : About Kate[27] : Anne Vogel (Celine Lochmann)
- 2024 : High Potential : Sofia Bellier (Sarah Smyth) (saison 1, épisode 1)
- 2024 : The mother of penguins :  Iwona  (Kamila Bujalska) (saison 1, épisode 1 et  6)
- 2025 : Alert missing persons unit : Coach Rachel (Jen Oleksiuk) (saison 3, épisode 3)
- 2025 : Katarina Tempel : Dr Marita Rubesch (Jessica Mclntyre) (saison 1, épisode 2 et  3)

#### Série d'animation
- 2015 : L'Opéra, quelle histoire ?! : Carmen[28]

### Jeu vidéo
- 2009 : Trine : Zoya, la voleuse
- 2025 : Star wars : Kaelina

## Voix off

### Documentaires
- 2009 : Balade en Lada d'Andreas Maus, rôle : la Lada
- 2009 : Google baby : bébé en kit de Zippi Brand Frank, narratrice
- 2009 : Louise de Prusse, une reine contre Napoléon de Georg Schiemann, rôle : Louise
- 2011 : Yourope, Andreas Korn, magazine d'information Arte, Narration
- 2016 : Cathédrales de la culture de Wim Wenders et Margreth Olin, rôle : l'opéra d'Oslo
- 2018 : Stumm, Le magazine du cinéma muet Arte France, narratrice
- 2018 : Super cochon de Mat Hamilton, Arte France, narratrice
- 2020 : Arte Regards, séries de reportages, narratrice
- 2021 : The wall of Shadows de Eliza Kubarska, narratrice
- 2021 : Adieu l'URSS de Henrike Sanders, narratrice
- 2023 : Helen Mirren de Nicolas Maupied, narratrice
- 2024 : Héroïne, la défaite de Verdun d'Alain Morvan, narratrice
- 2024 : La mer du Nord par les côtes de Steve Galling, narratrice
- 2024 : Bienvenue à Marrakech de Sonja Von Behrens, narratrice
- 2024 : La neuvième symphonie de Beethoven, narratrice
- 2025 : Épaves, des Oasis pour la nature de Pascal Lorent, narratrice

### Fictions Radiophoniques
- 2013 : Europe Connexion d'Alexandra Badea, réalisation Alexandre Plank, France Culture
- 2013 : Pulvérisés d'Alexandra Badea, réalisation Alexandre Plank, France Culture
- 2015 : Feu de poitrines de Mariette Navarro, réalisation Christophe Hocke, France Culture
- 2022 : Champollion…, Christine Spianti, réalisation Cédric Aussir, France Inter
- 2022 : Louvre Abou Dabi, réalisation Alexandre Plank, Making Waves

## Distinctions
Récompensée du Grand Prix du livre audio 2019, pour Sotah de Naomie Ragen.
Ses deux courts métrages, Yasmina et Frontières, participent à de nombreux festivals dont le Festival international du court métrage de Clermont-Ferrand 2019 et le FESPACO 2015.
Yasmina reçoit de nombreux prix dont le Prix du Jury au Festival national du film de Tanger et le Prix CINIT au Festival du film d'Afrique, d'Asie et d'Amérique Latine de Milan.
Frontières obtient notamment le Prix du Jury au festival du film franco-arabe de Noisy-le-Sec.